# A1 Mine Settlement
A1 Mine Settlement is een plaats in de Australische deelstaat Victoria.
De plaats werd gesticht nadat goud was ontdekt bij de Raspberry Creek in 1862. De naam "A1" refereert aan de eerste klasse kwaliteit van het goud uit de mijnen.

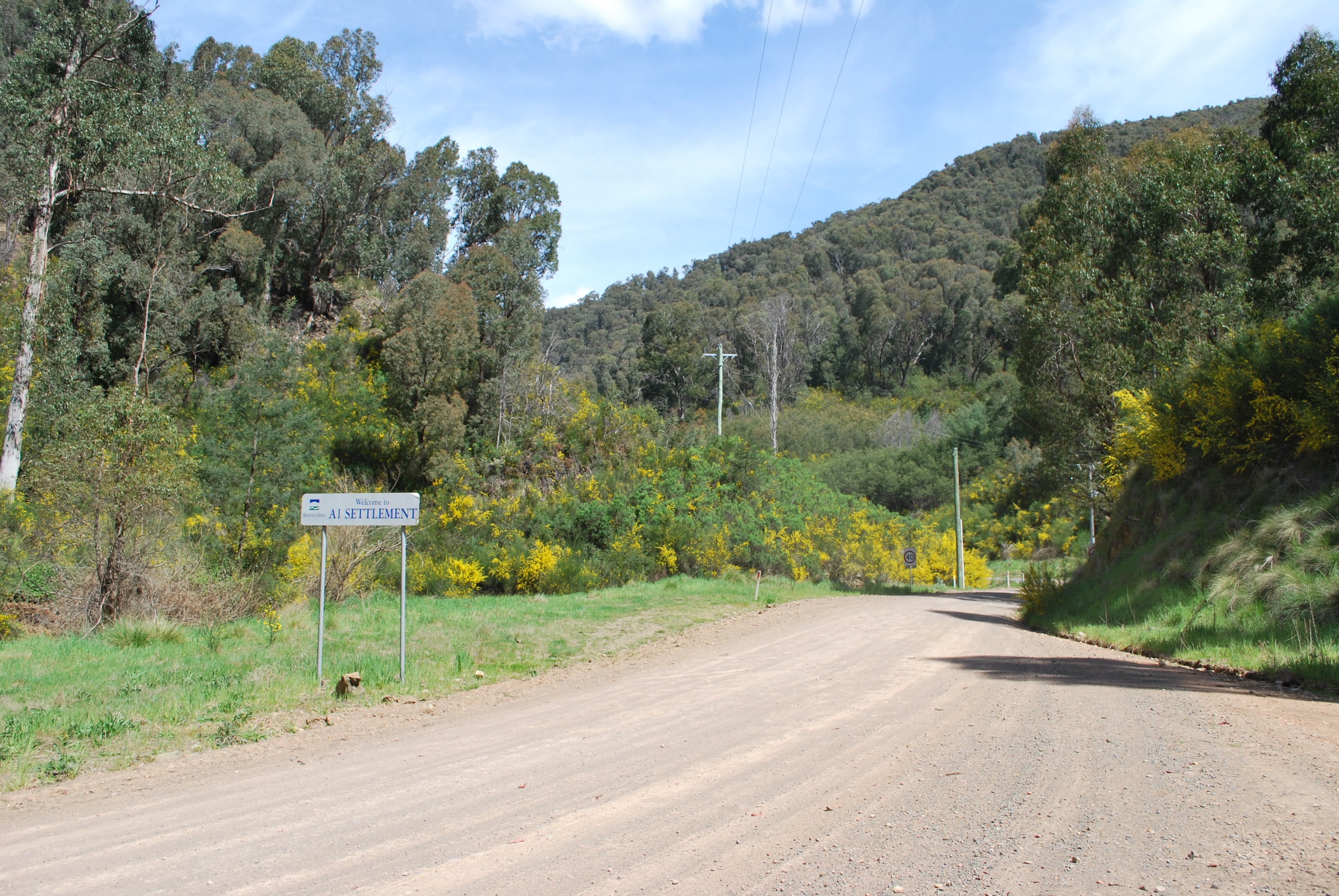